# Oded Grajew
Oded Grajew (Tel-Aviv, 12 de junho de 1944) é um empresário israelense, naturalizado brasileiro, com importante atuação no terceiro setor. Defende a responsabilidade social da empresa e a maior interação entre as empresas e o movimento social.

## Biografia
Grajew nasceu em Tel-Aviv, Israel, quando a região ainda era uma colônia britânica. Sua família imigrou da Polônia para lá antes do início da Segunda Guerra. Mudou-se para o Brasil com a família quando tinha 12 anos de idade em 1957 e, aos 15, com a morte do pai, assumiu as responsabilidades de chefe da família. Formou-se em engenharia elétrica pela Escola Politécnica da Universidade de São Paulo e pós-graduou-se em administração pela Fundação Getúlio Vargas.
Em 1972, fundou a Grow Jogos e Brinquedos, dedicada a desenvolver os chamados "jogos inteligentes" para os públicos adulto e adolescente. De 1990 a 1992, presidiu a Federação Latino-Americana de Fabricantes de Brinquedos. Permaneceu na Grow até 1993, quando decidiu trilhar outros caminhos.
Em 1989, participou do grupo fundador e foi o primeiro coordenador-geral do Pensamento Nacional das Bases Empresariais (PNBE). Entre 1986 e 1992 foi presidente da Associação Brasileira dos Fabricantes de Brinquedos (Abrinq). Nessa condição, em 1990, criou a Fundação Abrinq pelos Direitos da Criança e do Adolescente, sendo o presidente desta até 1998. Entre 1996 e 2000 foi membro do Comitê Internacional do Conselho Norte-Americano das Fundações (Council of Foundation).
Em 1998, participou da fundação do Instituto Ethos de Empresas e Responsabilidade Social, do qual é presidente emérito.
Em 2001 idealizou o Fórum Social Mundial, a partir de uma construção coletiva entre os Movimentos Sociais e as Organizações Não-Governamentais, de todo o Mundo.
Foi também um dos criadores do Movimento Nossa São Paulo, cujo objetivo é mobilizar empresas, sociedade e governo em torno da elaboração de um conjunto de metas que possam reverter os graves problemas sociais da capital.
É membro do Conselho Consultivo do Global Compact, programa desenvolvido pelo ex-secretário-geral da Organização das Nações Unidas, Kofi Annan, que procura mobilizar a comunidade empresarial internacional na promoção de valores fundamentais nas áreas de direitos humanos, relações de trabalho e meio ambiente.
Entre janeiro e novembro de 2003 foi assessor especial do Presidente da República, Luiz Inácio Lula da Silva. É membro do Conselho de Desenvolvimento Econômico e Social.
 Todavia, suas relações com Lula vem de momentos anteriores a este; em julho de 1993, Lula e sua esposa viajaram para Israel em companhia de Oded Grajew e esposa e, também, do professor José Graziano; o objetivo de tal viagem era preparar Lula para conhecer de perto as questões do Oriente Médio um ano antes da eleição presidencial que aconteceria no ano seguinte. A comitiva visitou um kibutz, conheceu Histadrut que é a central sindical do país, e conversou com líderes políticos israelenses e palestinos.
Grajew é presidente do conselho deliberativo da Oxfam Brasil, organização sem fins lucrativos que estuda as desigualdades sociais e econômicas brasileiras.

## No Fórum Social Mundial
Segundo Oded Grajew, as oito edições do Fórum Social Mundial (FSM) "avisaram" o mundo sobre o colapso do modelo econômico que gerou a atual crise. Grajew rebateu as críticas de que o FSM é uma instância de reclamação, que não propõe soluções. Afirma que as alternativas foram apontadas ao longo dos anos, mas não tiveram repercussão entre os responsáveis pelas políticas públicas e pelos investimentos mundiais. Atribuiu parte da falta de divulgação das propostas do Fórum à cobertura da imprensa, que, segundo ele, tenta "folclorizar" o evento.
"Diziam que os recursos eram limitados. Agora na crise, de repente, apareceram trilhões de dólares para socorrer montadoras, bancos e empresas falidas e que poderiam ter sido usados para combater a pobreza, melhorar saúde, a educação".
Segundo Grajew, o dinheiro repassado atá agora a empresas e instituições financeiras para amortecer os impactos da crise seria "mais que suficiente" para combater a fome, a pobreza e melhorar o acesso à saúde e à educação no planeta.